# Posada Jaśliska
Posada Jaśliska – wieś w Polsce, położona w województwie podkarpackim, w powiecie krośnieńskim, w gminie Jaśliska. Leży nad rzeką Jasiołką, przy DW897.
Na przełomie XVI i XVII wieku położona była w ziemi sanockiej województwa ruskiego. Wieś klucza jaśliskiego biskupów przemyskich.
W latach 1975–1998 miejscowość administracyjnie należała do województwa krośnieńskiego.

## Części wsi
| SIMC    | Nazwa     | Rodzaj    |
| ------- | --------- | --------- |
| 0349932 | Sołtyskie | część wsi |
| 0349949 | Średnie   | część wsi |

## Historia
Wieś występuje w dokumentach z 1589 pod nazwą Przedmieście Jaśliskie. Dominowała tu ludność polska. 
W 1898 wieś liczyła 954 osoby oraz 158 domów, pow. wsi wynosiła 10,64 km². Do 1914 starostwo sanockie, powiat sądowy Rymanów. We wsi mieszkali głównie Polacy oraz Rusini i Żydzi. W czasie I i II wojny światowej toczono tu krwawe walki.